# Isa (Tanz)
Die Isa ist ein kanarischer Volkstanz, der sich vom gleichen Stamm wie die spanische Jota ableitet. 
Es ist ein sehr fröhlicher Tanz, der bei vielen Gelegenheiten, von Wallfahrten bis zu Märkten zelebriert wird. Getanzt wird in Gruppen, genauer Ketten, welche sich kreuzen. Die Isa variiert von Insel zu Insel, es gibt "eine Isa für jede Insel" (im Spanischen "una ISA para cada ISLA"). Begleitet wird die Isa von Saiteninstrumenten, zum Beispiel Gitarren und Timplen.
Im Vergleich zur Jota ist die Isa gleichförmiger, es gibt keine Rhythmusunterschiede, auch ist der Gesangspart nicht so anspruchsvoll, um den Tanz hervorzuheben.